# Daniele de Ungrispach
Daniele de Ungrispach, né à Cormons (province de Frioul-Vénétie Julienne) vers 1344 et assassiné par strangulation le 31 mars 1411, est un bienheureux de l'Église catholique romaine.
Sa fête liturgique est le 31 mars.

## Biographie
Il est issu d'une vieille famille aristocratique féodale, qui avait reçu en 1342 la citoyenneté à Udine par le patriarche d'Aquilée. Daniele fut le neveu de Fulcherio d'Ungrispach.
Il déménagea à Pordenone, pour y commercer entre cette ville et Venise. Il devint maire de Pordenone le 24 septembre 1384. Il fut aussi un mari et un père intègre. il fut bienfaiteur de nombreux lieux saints de Venise et procurateur de Saint-Marc dans sa ville natale.
Homme d'action, mais aussi de contemplation, il aimait lire la Bible et les écrits des Pères, principalement saint Augustin, qui a dit que « tous les chrétiens dans leur baptême sont appelés à suivre le Christ, chacun avec leurs tâches spécifiques ». Il a donc décidé en 1384 de quitter sa famille pour devenir oblat dans le monastère Camaldolesi de San Mattia sur l'île de Murano. En raison de son désir de perfection, il choisit de vivre la spiritualité des moines où il réunit les qualités intérieures aux vertus érémitique. Dans son testament, il a choisi d'être enterré dans le monastère de San Mattia à Murano. Vingt ans durant, il vécut une vie d'ermite avec les religieux jouissant de sa pleine liberté pour s'occuper de ses magasins. La nuit du 31 mars 1411, il fut attaqué par des assassins qui l'étranglèrent.
Enterré, son corps fut retrouvé intact en 1435. Il fut dit que se dégagea alors une forte odeur de fleurs, qui se faisait ressentir jusqu'à la ville de Venise, ce qui causa un afflux immédiat de spectateurs et fut considéré comme un miracle.
Son corps fut transféré en l'église et exposé à la vénération publique comme martyr. L'anniversaire de sa mort est célébré par le Menologium Camaldules. Son culte se répandit dans le château Ungrispach et dans presque toute la Carinthie. L'Église n'a jamais confirmé le culte de ce bienheureux, mais selon les indications contenues dans l'édition 2001 du Martyrologium Romanum, il jouit légitimement de ce titre.
Il est honoré comme un martyr et son corps est conservé intact.
La fermeture du monastère en 1810 par Napoléon arrêté toutes les formes de culte. Les restes de Daniele ont alors été transférés à la Basilique Santi Maria e Donato à Murano. Une statue d'un artiste anonyme du début du XVIIIe siècle, se trouve sur la façade de la Chiesa Immaculata à Gorizia.

## Source
- Site consacré aux saints
- Site de San Donato de Murano
- (no) Bio de Daniele